# 鈴木明 (医学者)
鈴木 明（すずき あきら、1927年（昭和2年）- 1999年（平成11年）10月28日は、日本の医学者。専門は呼吸器内科学。札幌医科大学第2代第3内科（呼吸器内科）教授。胸部Ｘ線診断の第一人者として知られた。東京都出身。

## 人物・経歴
1954年（昭和29年）、名古屋大学医学部卒業。1955年（昭和30年）、名古屋大学医学部第1内科入局、結核予防会結核研究所特別研究生。1958年（昭和33年）、名古屋大学医学部第1内科研究生。1960年（昭和35年）、静岡県立富士見病院内科。1963年（昭和38年）、国立がんセンター内科。1978年（昭和53年）、札幌医科大学第3内科学講座教授。1988年（昭和63年）、日本気管支学会会長。1991年（平成3年）、札幌医科大学退職。1993年（平成5年）からは結核予防会静岡県支部で胸部検診事業の診断に助言指導した。1999年（平成11年）10月28日、国立がんセンター東病院において、呼吸不全のため死亡。
肺区域解剖を基礎とした胸部X線像の画像診断学を専門とし、肺がんや間質性肺疾患などの胸部画像診断学の向上と普及に大きく貢献した。学外からも多くの研究員が訪れ、指導を受けた門下生は、その後国内外の画像診断学をリードしている。

## 編著
- 『肺癌X線像のみかた』 鈴木明 編著 中外医学社 1986.9
- 『肺X線読影の実際 2』責任編集 鈴木明 金原出版 1979.4
- 『肺X線読影の実際 1 (無気肺臓をめぐってー肺癌)』 責任編集 鈴木明 金原出版 1976
- 『肺癌の間接X線診断』編集: 早田義博, 坪井栄孝, 鈴木明 医学書院	1971

## 受賞
- 1982年　北海道医師会賞
- 1992年　北海道科学技術賞